# Kräkrot
Kräkrot (Carapichea ipecacuanha, tidigare Psychotria ipecacuanha), även känd som ipecacuanha, är en blomväxt, som har en väl utvecklad rotstock, från vilken talrika, småknöliga, ringlande birötter utgår. Särskilt mittpartiet är ansvällt och ju kraftigare barken är desto bättre drog kan utvinnas för tillverkning av den kraftfulla emetikan kräkrotssirap.
De verksamma ämnena som finns i barken är i första hand alkaloiderna emetin, cafaelin och psychotrin.
Kräkroten kommer ursprungligen från Brasilien. Den infördes till Europa första gången 1672.